# Puits Rodolphe
Centre historique minier de la potasse d'Alsace
Le puits Rodolphe (ou carreau Rodolphe) est l'une des principales mines appartenant aux mines de potasse d'Alsace, situé sur les communes d'Ungersheim et Pulversheim dans la région française du Grand Est. Il a exploité de la potasse entre 1913 et 1976 et fait 711 mètres de profondeur. Après la fermeture de la mine, le site reste désaffecté pendant dix ans. En 1987, le site est acquis par l’Écomusée et le Conseil général du Haut-Rhin. 
En 1994 est créée l'association Le Groupe Rodolphe afin de préserver ce site chargé d'histoire et de commencer des travaux de rénovation. Au début du XXIe siècle, tous les bâtiments se trouvent dans un état de conservation acceptable, certains ayant été restaurés ou étant en cours de restauration.

## Histoire

### Fonçage

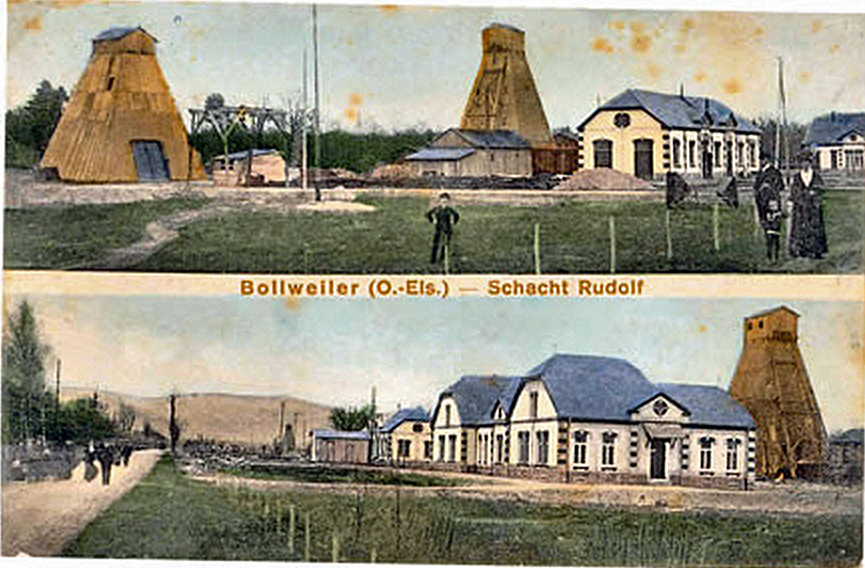
Les chevalements provisoire en bois servant au fonçage.

Le fonçage du puits Rodolphe no 1 débute au mois de janvier 1911 et est achevé en 1913 à la profondeur de 711 mètres après avoir rencontré la potasse à 694,25 mètres de la surface. On commence la construction des maisons de la cité Alex I. le chevalement métallique est construit entre 1911 et 1912 par la société Zehne-Tscheille. Pendant la Première Guerre mondiale, un dépôt de munitions explose et endommage les installations minières à l’exception du chevalement qui sera remis en service en 1919.
Le 19 juin 1925, on entreprend le fonçage du puits Rodolphe no 2. Il est achevé en février 1928 à 744 mètres de profondeur ; il est équipé d'un grand chevalement en béton armé. Le chevalement, construit pendant la même période, est réalisé par la société Zublin-Perrière. Lors de la mise en exploitation du puits no 2, le puits no 1 devient le puits d'aérage des travaux du fond. La potasse extraite des entrailles du puits Rodolphe est traitée dans l'usine Alex située juste à côté de la fosse Rodolphe. Au même moment sont construits un moulin à potasse et un nouveau vestiaire au fond du puits.

### Exploitations

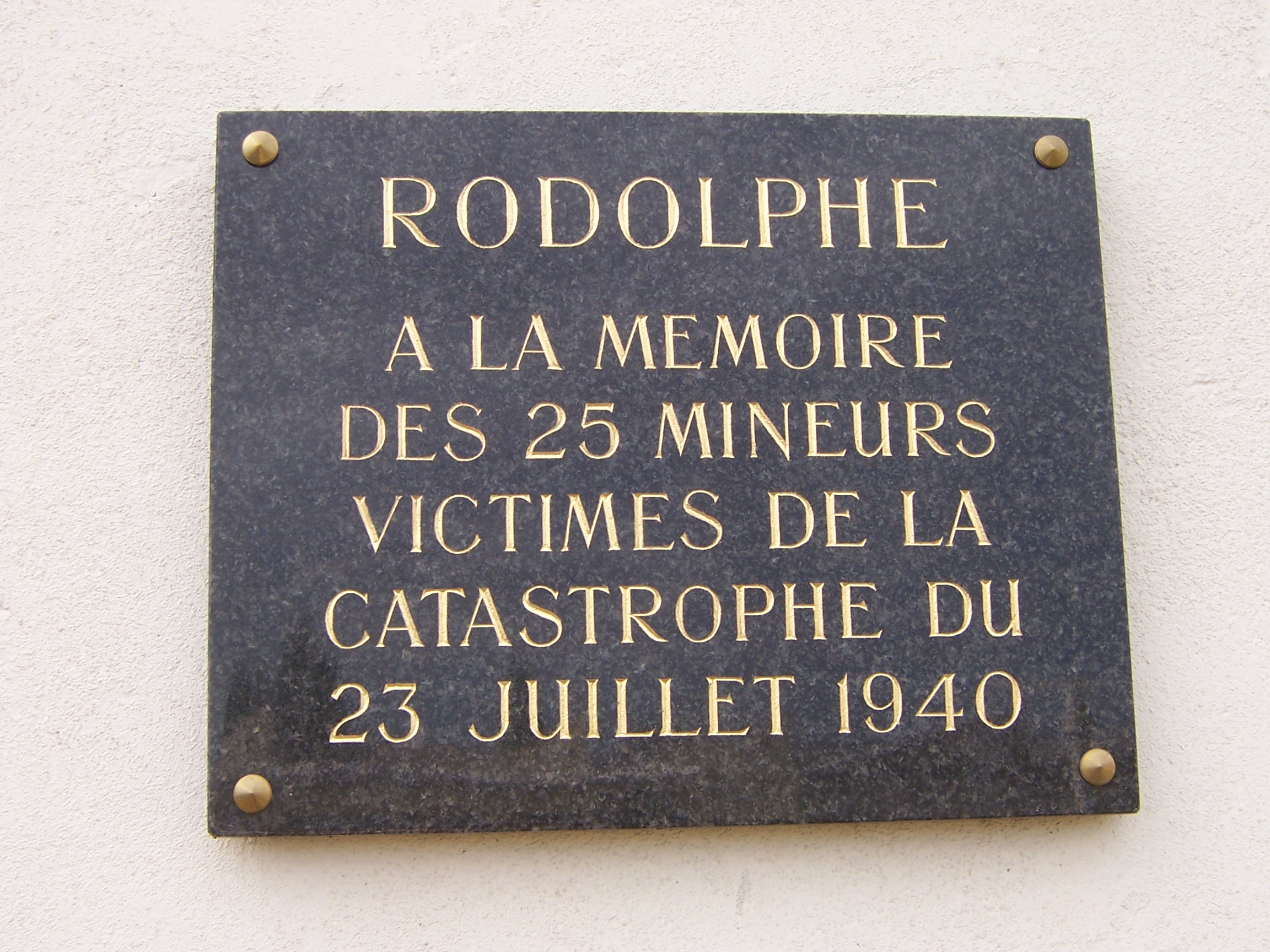
Plaque commémorative de l'explosion du 23 juillet 1940.

Plusieurs bâtiments seront édifiés au cours des années 1930 : une fabrique thermique entre 1930 et 1937, des hangars de stockage pour chlorures et sel brut et un bâtiment de mélange en 1931. L'année suivante, le bâtiment de la recette du puits Rodolphe no 1 est construit. En 1937, un hangar parapluie pour abriter les bacs de cristallisation et une usine à brome s'ajoute. Enfin, un hangar à sacs est également construit en 1938, il sera agrandi l'année suivante.
Le 23 juillet 1940 se produit l’accident le plus meurtrier de l’histoire des Mines de Potasse d'Alsace avec 25 mineurs tués. Deux années plus tard, le hangar parapluie est agrandi une seconde fois. En 1947, la situation est catastrophique, les chantiers de la mine Rodolphe sont complètement inondés et la voie ferrée entre la fosse Rodolphe et l'usine Alex est affaissée.
En 1954, la mine Alex ferme définitivement ses portes, c'est le puits Rodolphe no 2, qui assure alors l’extraction pour l’ensemble de la division Bollwiller qui regroupe les travaux des mines Alex et Rodolphe. Six années vont s'écouler avant que les MDPA décident la construction sur le carreau Rodolphe de nouvelles installations : un hangar pour le gros matériel du fond, un magasin au jour, des ateliers mécaniques et électriques, une menuiserie, des garages, un bâtiment administratif. La lampisterie est modifiée pour former en ensemble vestiaire-réfectoire réservé aux ouvriers du jour, une nouvelle lampisterie accompagnée d'un service médical est aménagée dans le vestiaire situé au fond de la mine.

### Fermeture
L’exploitation cesse définitivement le 9 juillet 1976. La démolition du vestiaire, de la fabrique et de l'usine de brome débute en 1980. Les deux puits Rodolphe no 1 et no 2 sont remblayés en 1984.

## Vestiges et préservation
En 1987, le site du puits Rodolphe est acquis par l’Écomusée, également à Ungersheim, et le Conseil général du Haut-Rhin. En 1994 est créée l'association Le Groupe Rodolphe afin de préserver ce site chargé d'histoire. 
Au début du XXIe siècle, tous les bâtiments se trouvent dans un état de conservation acceptable, certains ont même été restaurés.

### Chronologie des travaux
- En 1994, les deux bâtiments accueillant les machines d'extractions sont restaurés et remis dans leur état d'origine. Il a également fallu refaire les toitures (19 000 m2) et installer une salle d'exposition pour les machines minières. Les MDPA ont donné à l'association du matériel qu'il a fallu restaurer[5].
- De 1999 à 2005, l'association restaure la machine d'extraction du puits Rodolphe II. Il a fallu notamment rapatrier les deux moteurs de 1 000 kW d'origine avec la machine du puits d'Ungersheim. L'inauguration a eu lieu en 2005[5].
- En 2002, l'association a acquis la dernière haveuse intégrale du  bassin minier et l'a restauré. Parallèlement, les MDPA ont envoyé cinq mineurs pour refaire les peintures sur plusieurs machines du carreau Rodolphe[5].
- En 2004, du matériel de havage a été rapatrié sur les carreaux de la mine. Ces machines sont inscrites à l'inventaire des musées de France par l'Écomusée d'Alsace[5].

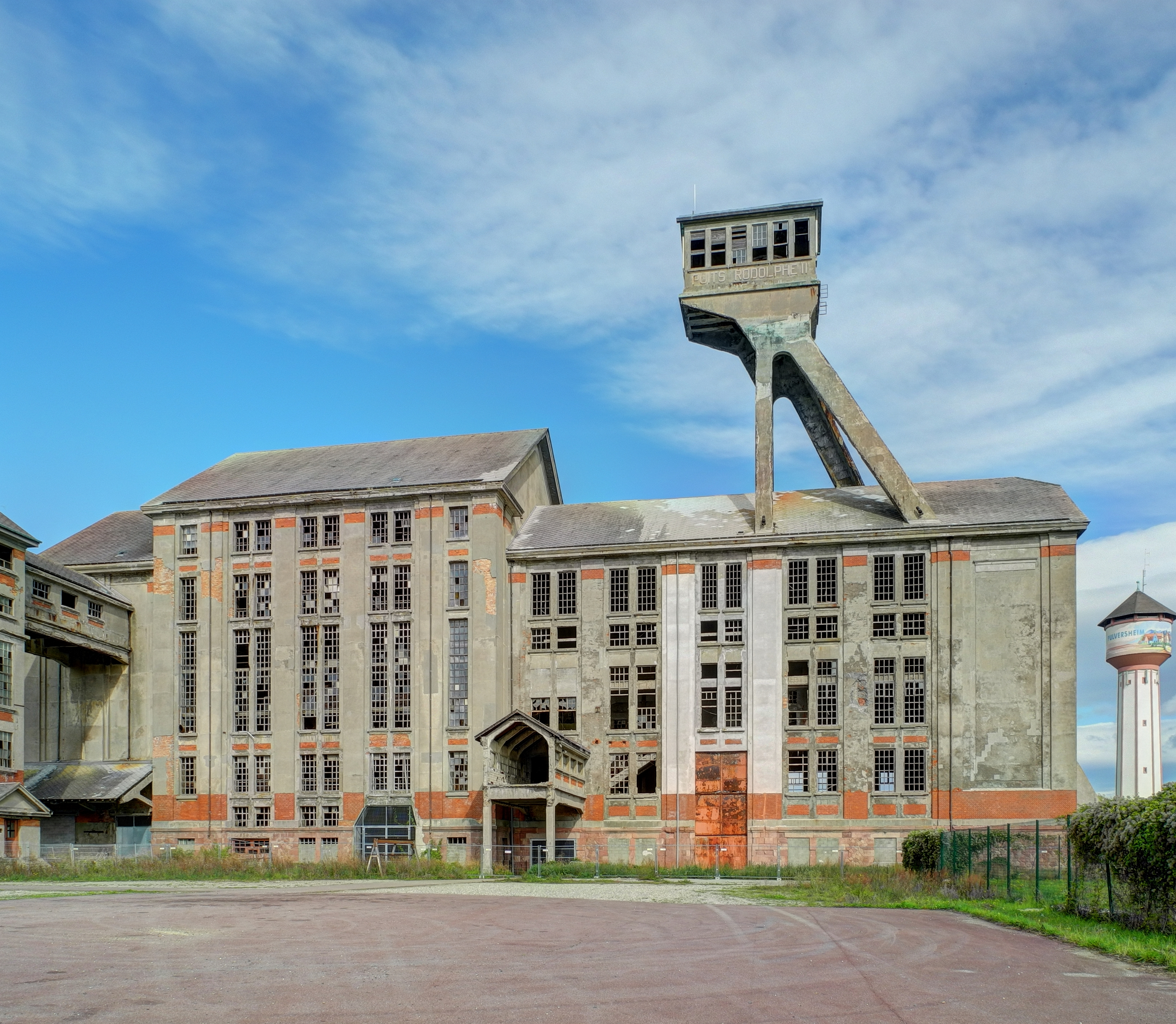
Les bâtiments du puits Rodolphe II.
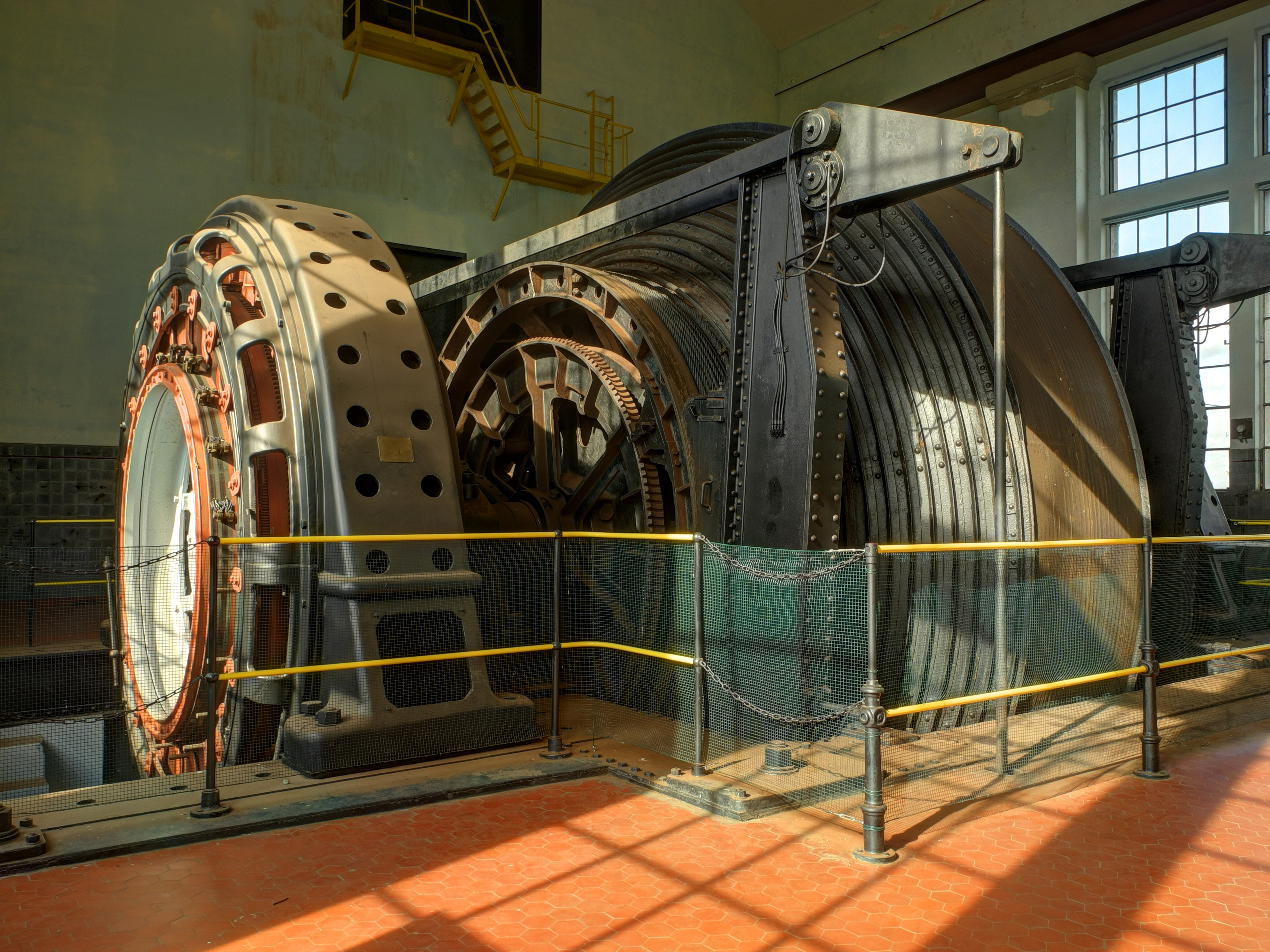
La machine d'extraction du puits Rodolphe II.
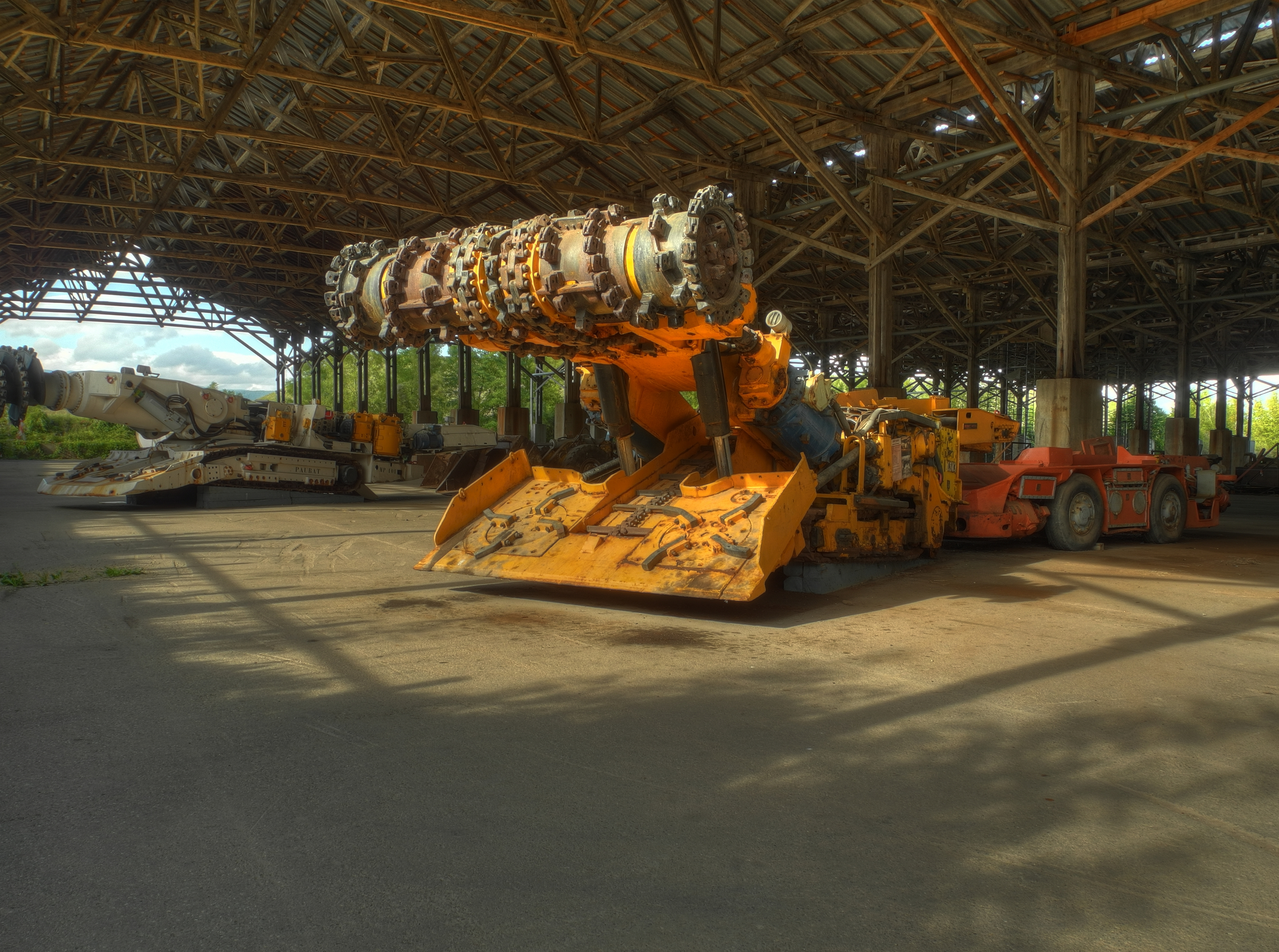
Une haveuse.
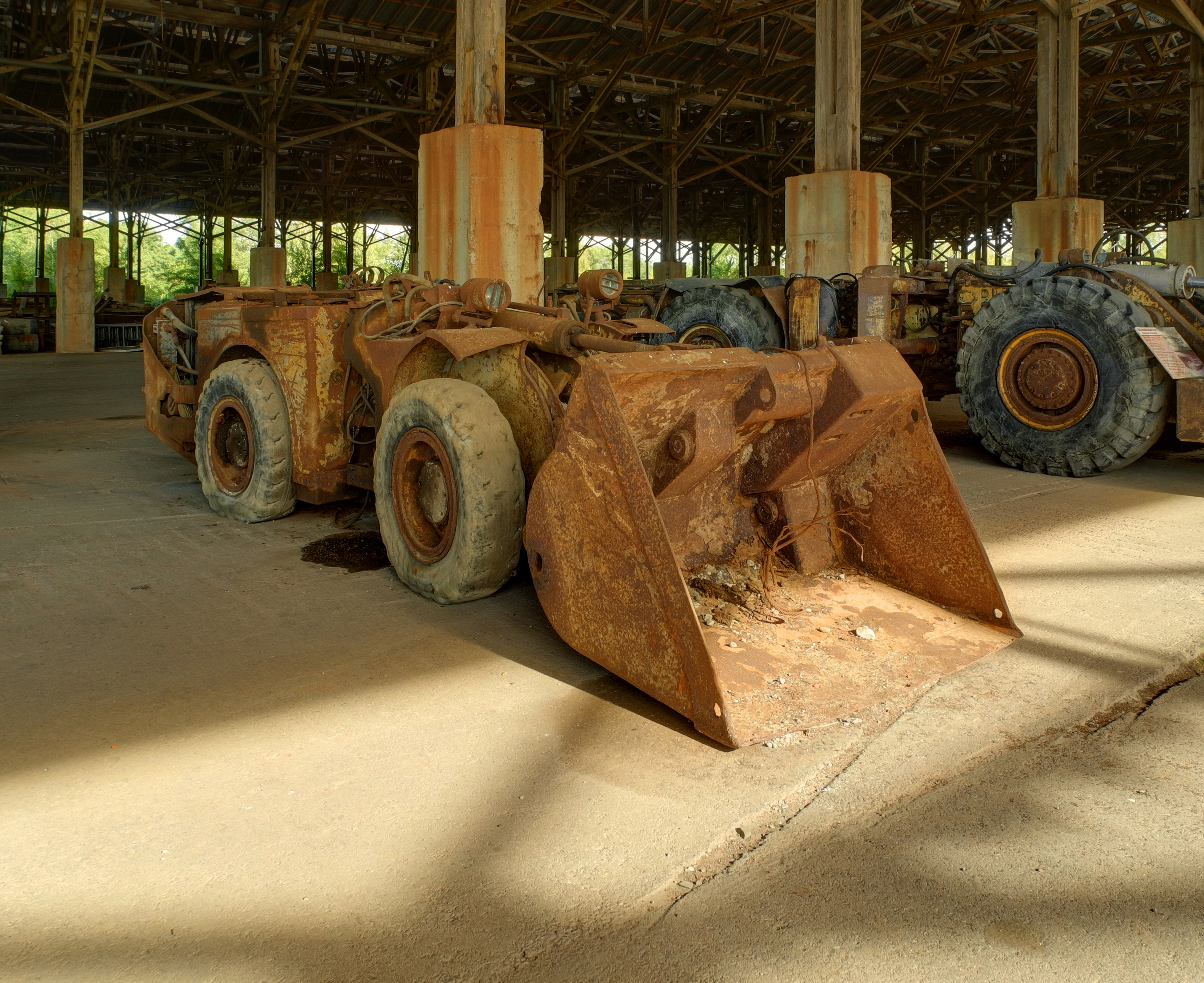
Un chargeur.

- En 2007, le Groupe Rodolphe élabore un projet pour la mise en valeur de l'ensemble du carreau[5].
- Le 4 octobre 2011, le faux carré du puits Rodolphe II (déjà rouillé), s'est affaissé sur lui-même menaçant le bâtiments sur lequel il se trouve. Une opération de plusieurs heures avec l'aide de deux grues a permis de le retirer sans causer de dégâts au chevalement et aux bâtiments d'extraction[6].
- Fin 2011, les façades du bâtiment d'extraction de Rodolphe II sont restaurées[7].

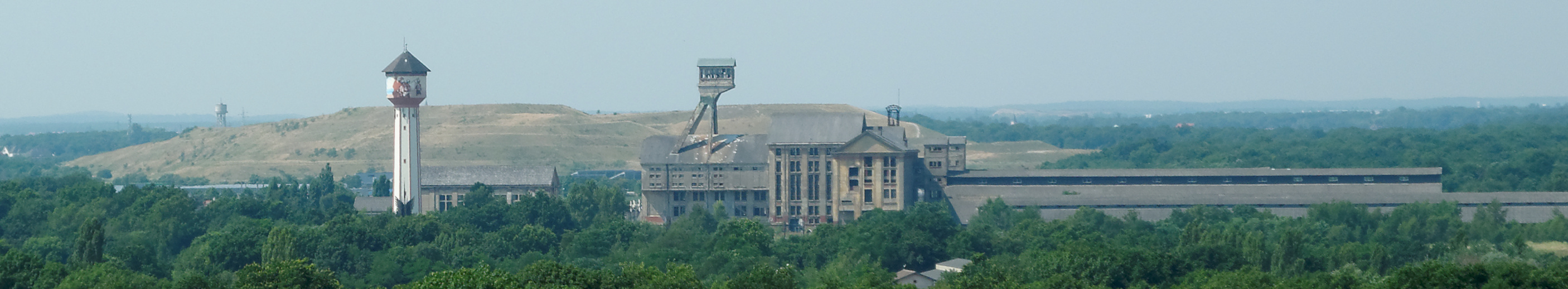
Vue générale aérienne du carreau Rodolphe et du terril depuis le parc du Petit Prince.